# 2006 a labdarúgásban
A következő események voltak a labdarúgásban 2006-ban a világon.

## Események
- Január 1. – Ausztrália hivatalosan kilépett az OFC-ből (Óceániai Labdarúgó-szövetség), és csatlakozott az AFC-hez (Ázsiai Labdarúgó-szövetség).
- Január 3. – Antonio Cassano elhagyta az A.S. Romát, és csatlakozott a Real Madrid-hoz. Január 18-án debütált a Copa del Rey (Spanyol Királyi Kupa) Real Betis elleni visszavágón, és megszerezte az első gólját, csupán három perccel azután, hogy beállt a második félidőben.
- Január 4. – Robert Maaskant visszatért az RBC Roosendalhoz, az új edzőként.
- Január 17. – Bejelentették a 2008-as labdarúgó-Európa-bajnokság kvalifikációs csoportjainak beosztását.
- Február 1. – Rini Coolen lemondott edzőségéről az FC Twente-nél.
- Február 8. – Törökországnak betiltották hat hazai mérkőzésre a stadionjait a 2008-as labdarúgó-Európa-bajnokság selejtező mérkőzéseire, a Svájc elleni, 2006-os világbajnokság selejtező visszavágóján történt incidens miatt, amely 4-2-es eredménnyel zárult 2005. november 16-án.
- Március 5. – A Sydney FC lett az ausztrál bajnok az első szezonban az újjáalakított nemzeti bajnokságban (az A-League-ben)
- Április 5. – A Celtic megnyerte a Skót Premier League-t.
- Április 9. – Holland Eredivisie: PSV Eindhoven megnyerte sorozatban a második bajnoki címét, összesen a tizenkilencediket.
- Április 22. – Alan Shearer bejelentette a visszavonulását a labdarúgástól, három héttel korábban, mint tervezte, az oka a korai döntésnek az volt, hogy térdsérülést szenvedett.
- Április 29. – A Chelsea megnyerte sorozatban a második Premiership bajnoki címét.
- Április 30. – Kirobbant a legnagyobb bundabotrány az olasz Serie A történetében. Május 14-én a Juventus megszerezte a 29. olasz bajnoki címét.
- Május 13. – A Bayern München megnyerte sorozatban a második Bundesliga bajnoki címét.
- Május 14. – Az RSC Anderlecht megnyerte a Belga bajnokságot, összességében a 28-ikat.
- Május 17. – Az FC Barcelona megverte az Arsenal-t 2-1-re az UEFA Bajnokok Ligája döntőjében.
- Június 3. – A FIFI Wild Cup 2006 döntőjét az Észak-Ciprusi Török Köztársaság és Zanzibár játszotta. Az Észak-Ciprusi Török Köztársaság nyerte a mérkőzést tizenegyesekkel 4-1-re, az első címüket nyerve.
- Június 9. – A 2006-os FIFA Labdarúgó Világbajnokság elkezdődött Németország 4-2-es győzelmével Costa Rica ellen.
- Június 21. – A középpályás Philip Cocu 100-ik válogatott mérkőzését játszotta a holland csapatban, amelyen Hollandia döntetlent ért el Argentína ellen (0-0) a 2006-os FIFA Labdarúgó Világbajnokságon.
- Július 9. – A 2006-os FIFA Labdarúgó Világbajnokság döntőjében Olaszország Franciaországgal mérkőzött meg. Olaszország nyerte a találkozót 5-3-ra, tizenegyesekkel, a negyedik vb-címüket szerezve ezzel.
- Augusztus 16. – A CONMEBOL Copa Libertadores döntőjét az Internacional és a São Paulo FC játszotta. Az Internacional nyerte a kupát a 2-2-es döntetlen után a visszavágón. Az első mérkőzést az Internacional 2-1-re nyerte.
- Szeptember 14. – A 2006-os Copa Sudamericana-n a Boca Juniors megnyerte a 16-ik nemzetközi címét, megismételve a São Paulo FC-t, megdöntötte a klubok közti rekordot a nemzetközi címek tekintetében.

## Nemzeti bajnokságok győztesei

### Európa nemzeti bajnokságai
- Albánia:
  - Albán bajnokság – KS Elbasani
  - Albán Kupa és Szuperkupa – SK Tirana
- Andorra:
  - Andorrai bajnokság és Andorrai Szuperkupa – FC Rànger's
  - Andorrai Kupa – FC Santa Coloma
- Anglia:
  - Premiership – Chelsea
  - FA Kupa – Liverpool
  - Liga Kupa – Manchester United
  - Championship – Reading FC, Sheffield United és Watford
  - Angol Liga 1 – Southend United, Colchester United és Barnsley
  - Angol Liga 1 – Carlisle United, Northampton Town, Leyton Orient és Cheltenham Town
  - Angol Conference – Accrington Stanley és Hereford United
- Ausztria:
  - Osztrák Bundesliga és Stiegl Kupa – FK Austria Wien
  - Red Zac Erste Liga – SC Rheindorf Altach
- Azerbajdzsán:
  - Yuksak Liga – FK Baku
  - Azerbajdzsán-i Kupa – FK Qarabag Agdam
- Belgium:
  - Jupiler League – RSC Anderlecht
  - Belga Kupa – SV Zulte-Waregem
- Bosznia-Hercegovina:
  - Bosnyák Premier League – NK Široki Brijeg
  - Bosnyák Kupa – NK Orašje
- Bulgária:
  - Bolgár Premier League – PFC Levszki Szófia
  - Bolgár Kupa és Szuperkupa – CSZKA Szófia
- Ciprus:
  - Ciprusi bajnokság és Szuperkupa – Apollon Limassol
  - Ciprusi Kupa FC Apoel Nicosia
- Csehország:
  - Gambrinus liga – FC Slovan Liberec
  - Cseh Kupa – AC Sparta Praha
- Dánia:
  - Dán Superliga – FC KØbenhavn
  - Dán Kupa – Randers FC
- Észak-Írország:
  - Ír Premier League – Linfield FC
  - Ír Kupa – Linfield FC
  - Ír Liga-kupa – Glentoran FC
- Észtország:
  - Meistriliiga – ? (a bajnokság 2006. novemberig tart)
  - Esiliiga – FC Levadia II
  - Észt Cup – FC TVMK Tallinn
- Fehéroroszország:
  - Fehérorosz Premier League és Kupa – FC Bate Boriszov
- Finnország:
  - Veikkausliiga – Tampere United
  - Finn Kupa – HJK Helsinki
  - Ykkönen – FC Viikingit
- Franciaország:
  - Ligue 1 – Olympique Lyon
  - Francia Kupa – Paris Saint-Germain
  - Francia Liga-kupa – AS Nancy
  - Ligue 2 – Valenciennes, CS Sedan Ardennes és Lorient
- Görögország:
  - Alpha Ethniki – Olimbiakósz
  - Görög Kupa – Olimbiakósz
- Hollandia:
  - Eredivisie – PSV Eindhoven
  - KNVB Kupa – AFC Ajax
  - Eerste Divisie – Excelsior Rotterdam
- Horvátország:
  - Horvát bajnokság – Dinamo Zagreb
  - Horvát Kupa – NK Rijeka
- Írország:
  - Ír bajnokság – Shelbourne
  - FAI Kupa – Derry City
  - Ír Kupa – Derry City
  - Setanta kupa – Drogheda United
- Izland:
  - Landsbankadeild – FH Hafnarfjörður
  - VISA-bikar (Izlandi Kupa – Keflavik ÍF
- Izrael:
  - Izraeli Premier League – Maccabi Haifa FC
  - Izraeli Kupa – Hapoel Tel-Aviv FC
- Lengyelország:
  - Ekstraklasa – Legia Warszawa
  - Lengyel Kupa – Wisła Płock
- Németország:
  - Bundesliga 1 – Bayern München
  - Német (DFB) Kupa – Bayern München
  - Bundesliga 2 – VfL Bochum, Alemannia Aachen és Energie Cottbus
- Olaszország:
  - Serie A – Internazionale (a Juventus-tól elvették a címet)
  - Serie B – Atalanta, Catania és Torino
  - Olasz Kupa és Olasz Szuperkupa – Internazionale
- Oroszország:
  - Orosz Premier League – PFC CSZKA Moszkva
  - Orosz Kupa – PFC CSZKA Moszkva
  - Orosz első liga – FC Khimki
  - Orosz második liga:
    - Nyugat – FC Arsenal Tula
    - Közép – FC Don Novomoskovsk
    - Dél – FC Alnas Almetyevsk
    - Kelet – FC Amur Blagoveshchensk
- Örményország:
  - Örmény Premier League – Pyunik Jereván
  - Örmény Kupa és Szuperkupa – Mika Ashtarak
- Portugália:
  - SuperLiga – FC Porto
- Skócia:
  - Skót Premier League – Celtic
  - Skót Kupa – Heart of Midlothian FC
  - Skót Liga 1 – St Mirren
  - Skót Liga 2 – Gretna
  - Skót Liga 3 – Cowdenbeath
- Spanyolország:
  - La Liga (Primera División) – FC Barcelona
  - Spanyol Királyi Kupa (Copa del Rey) – RCD Espanyol
  - Szuperkupa – FC Barcelona
  - Segunda División – Recreativo de Huelva, Gimnàstic de Tarragona és Levante UD
- Svájc:
  - Svájci Super League – FC Zürich
- Törökország:
  - Török Premier Super League – Galatasaray S.K.
  - Fortis Török Kupa – Beşiktaş J.K.
  - Turkish Szuperkupa – Beşiktaş J.K.
  - Második Liga A – Bursaspor, Antalyaspor és Sakaryaspor
- Ukrajna:
  - Ukrán Premier League – Shaktar Doneck
  - Ukrán Kupa és Szuperkupa – Dynamo Kijev
  - Ukrán Liga 1 – FC Zorya Luhansk, Karpaty Lviv
- Wales:
  - Walesi Premier League – Total Network Solutions (most a New Saints)
  - Walesi Kupa – Rhyl
  - FAW Premier Kupa – Swansea City

### Dél-Amerika nemzeti bajnokságai
- Argentína
  - Argentin Primera División
    - 2005-06 Clausura – Boca Juniors
    - 2006-07 Apertura – Estudiantes La Plata
- Brazília
  - Copa do Brasil – Flamengo
- Chile
  - Chílei Primera División
    - 2005-06 Apertura – Colo Colo
    - 2006-07 Clausura – Colo Colo
- Paraguay
  - Paraguay-i Liga – Club Libertad
- Peru
  - Perui Primera División – Alianza Lima

### Észak-Amerika nemzeti bajnokságai
- Honduras
  - Honduras-i Professzionális Liga
    - 2005-06 Apertura – Club Olimpia Deportivo
    - 2005-06 Clausura – Club Olimpia Deportivo
- Mexikó
  - Mexikó-i Primera División
    - 2005-06 Apertura – Chivas de Guadalajara
    - 2005-06 Clausura – Pachuca
- USA
  - MLS – Houston Dynamo
  - USL Divízió 1 – Vancouver Whitecaps
  - USL Divízió 2 – Richmond Kickers
  - US Open Cup – Chicago Fire

### Afrika nemzeti bajnokságai
- Egyiptom:
  - Bajnok – Ahly Sporting Club

### Ázsia nemzeti bajnokságai
- Ausztrália
  - 2005-06 A-League – Sydney FC
- Irán
  - 2005-06 Iráni Premier League – Esteghlal FC
- Japán
  - J. League Divízió 1 – Urawa Reds
  - J. League Divízió 2 – Yokohama FC
  - J. League Kupa – JEF United Ichihara Chiba
  - Császári Kupa – Urawa Reds
- Thaiföld
  - Thaiföld-i Premier League – Bangkok University FC
  - Pro League – TOT FC
- Szaúd-Arábia
  - Szaúdi Királyi Kupa 2005-06 – es-Sabáb
  - Crown Prince Cup 2005-06 – el-Hilál
  - Prince Faysal bin Fahad U-23 Cup 2005-06 – el-Hilál
- Szingapúr
  - S.League – SAFFC

### Nem FIFA-tag országok nemzeti bajnokságai
- Koszovó
  - Koszovói Szuperliga – KS Besa Pejë
- Észak-Ciprusi Török Köztársaság
  - Birinci Liga – Mağusa Türk Gücü SK
  - Federasyon Kupa – Çetinkaya Türk SK

## Nemzetközi Klub Tornák
- FIFA-klubvilágbajnokság – SC Internacional
- UEFA-bajnokok ligája – FC Barcelona
- UEFA-kupa – Sevilla FC
- CONCACAF-bajnokok ligája – Club América
- CONMEBOL Copa Libertadores – SC Internacional
- CONMEBOL Copa Sudamericana – CF Pachuca
- CONMEBOL Recopa Sudamericana – CA Boca Juniors

## Nemzetközi tornák
- Január 20.-február 10.: 2006-os afrikai nemzetek kupája
  - Győztes ország:
    - Egyiptom

  - Részt vevő országok:
    - Angola
    - Dél-afrikai Köztársaság
    - Egyiptom
    - Elefántcsontpart
    - Ghána
    - Guinea
    - Kamerun
    - Kongói DK
    - Líbia
    - Marokkó
    - Nigéria
    - Szenegál
    - Togó
    - Tunézia
    - Zambia
    - Zimbabwe
- Május 29.-június 3.: FIFI Wild Cup 2006 Németországban
  - Győztes:
    - Észak-Ciprusi Török Köztársaság

  - Részt vevő országok:
    - Észak-Ciprusi Török Köztársaság
    - Gibraltár,
    - Grönland
    - St. Pauli Köztársaság
    - Tibet
    - Zanzibár
- Június 9.-július 9.: 2006-os labdarúgó-világbajnokság Németországban
  - Győztes:
    - Olaszország

  - Részt vevő országok:
    - Anglia
    - Angola
    - Argentína
    - Ausztrália
    - Brazília
    - Costa Rica
    - Csehország
    - Ecuador
    - Egyesült Államok
    - Elefántcsontpart
    - Franciaország
    - Ghána
    - Hollandia
    - Horvátország
    - Irán
    - Japán
    - Koreai Köztársaság
    - Lengyelország
    - Mexikó
    - Németország
    - Olaszország
    - Paraguay
    - Portugália
    - Spanyolország
    - Svájc
    - Svédország
    - Szaúd-Arábia
    - Szerbia és Montenegró
    - Togó
    - Trinidad és Tobago
    - Tunézia
    - Ukrajna

## Halálozások

### Január
- január 7. – Zavadszky Gábor (31), magyar labdarúgó
- január 8. – Elson Becerra (27), kolumbiai labdarúgó
- január 8. – Gerrie Kleton (52), holland labdarúgó
- január 13. – Peter Rösch (75), svájci labdarúgó
- január 14. – Mark Philo (21), angol labdarúgó

### Február
- február 4. – Dalnoki Jenő (74), magyar labdarúgó
- február 8. – Ron Greenwood (84), labdarúgó és edző
- február 9. – André Strappe (77), francia labdarúgó
- február 13. – Joseph Ujlaki (76), francia labdarúgó
- február 17. – Jorge Pinto Mendonça (51), brazil labdarúgó
- február 23. – Telmo Zarraonaindía (85), spanyol labdarúgó
- február 25. – Charlie Wayman (83), angol labdarúgó
- február 27. – Bene Ferenc (61), magyar labdarúgó

### Március
- március 1. – Peter Osgood (59), angol labdarúgó
- március 6. – Roman Ogaza (54), lengyel labdarúgó
- március 12. – Jimmy Johnstone (61), skót labdarúgó
- március 13. – Roy Clarke (80), walesi labdarúgó
- március 15. – Red Storey (88), kanadai labdarúgó
- március 26. – Ole Madsen (71), dán labdarúgó

### Április
- április 16. – Georges Stuber (80), svájci labdarúgó
- április 18. – John Lyall (66), angol edző
- április 21. – Telê Santana (74), brazil edző
- április 25. – Brian Labone (66), angol labdarúgó

### Május
- május 2. – Luigi Griffanti (89), olasz labdarúgó
- május 23. – Kazimierz Górski (85), lengyel edző

### Június
- június 9. – Shay Gibbons (77), ír labdarúgó
- június 24. – Jean Varraud (85), francia labdarúgó és edző

### Július
- július 21. – Bert Slater (70), skót labdarúgó
- július 31. – Pascal Miézan (47), elefántcsontparti labdarúgó

### Augusztus
- augusztus 1. – Szusza Ferenc (82), magyar labdarúgó
- augusztus 15. – Faas Wilkes (82), holland labdarúgó
- augusztus 20. – Oscar Miguez (78), uruguayi labdarúgó
- augusztus 24. – Mokhtar Ben Nacef (80), tunéziai labdarúgó
- augusztus 31. – Mohamed Abdelwahab (23), egyiptomi labdarúgó

### Szeptember
- szeptember 2. – Pietro Broccini (78), olasz labdarúgó
- szeptember 4. – Giacinto Facchetti (64), olasz labdarúgó

### Október
- október 17. – Lieuwe Steiger (82), holland labdarúgó

### November
- november 3. – Alberto Spencer (68), ecuadori labdarúgó
- november 4. – Sergi López Segú (39), spanyol labdarúgó
- november 5. – Pietro Rava (90), olasz labdarúgó
- november 17. – Puskás Ferenc (79), magyar labdarúgó
- november 28. – Max Merkel (87), osztrák labdarúgó és edző

### December
- december 15. – Alessio Ferramosca és Riccardo Neri (17), olasz labdarúgók
- december 31. – Ya'akov Hodorov (79), izraeli labdarúgó